# プブリウス・リキニウス・クラッスス (紀元前97年の執政官)
プブリウス・リキニウス・クラッスス（Publius Licinius Crassus、- 紀元前87年）はプレブス（平民）出身の共和政ローマの政治家・軍人。紀元前97年に執政官（コンスル）、紀元前89年には監察官（ケンソル）を務めた。ポンペイウス及びカエサルと共に第一回三頭政治を行ったマルクス・リキニウス・クラッススの父である。

## 出自
クラッスス（以降単にクラッススと記する場合は紀元前97年の執政官を指す）の属するリキニウス氏族は、共和政最初期から護民官を出す有力プレブス氏族であった。紀元前367年に護民官ガイウス・リキニウス・ストロはリキニウス・セクスティウス法を制定、執政官の一人はプレブスから出すことなり、ストロ自身も紀元前364年には執政官に就任した。しかしながら、次に氏族から執政官が出るのは紀元前236年のガイウス・リキニウス・ウァルスまで待つことになる。第一次ポエニ戦争時代の人物であるプブリウス・リキニウスの長男はクラッススのコグノーメン（第三名、家族名）を名乗り、その子孫もこれを引き継いだ。リキニウス・クラッスス家で最初の執政官となったのは紀元前205年の執政官プブリウス・リキニウス・クラッスス・ディウェスである。
カピトリヌスのファスティには破損があり、クラッススの執政官時代の父祖は読み取れないが、後の監察官就任時の記録などから、クラッススの父と祖父のプラエノーメン（第一名、個人名）はそれぞれマルクスとプブリウスであると推測されている。父マルクスは紀元前127年または紀元前126年の法務官（プラエトル）で、その暗い性格からアゲラストス（ἀγέλαστος、Agelastus、「笑わない男」）のアグノーメンを得ていた。祖父のプブリウスは、おそらく紀元前171年の執政官プブリウス・リキニウス・クラッススと思われる。祖父プブリウスはスキピオ・アフリカヌスの同僚であったクラッスス・ディウェスの甥にあたる。
リキニウス・クラッスス家の財政状況に関して、歴史家の意見は分かれている。クラッススの死後生き残った唯一の息子マルクスは300タレントの遺産を得たのみで、大金ではない。またクラッススの妻の名前から、彼は貧乏であったが不釣合いな結婚に合意したと推定するものもいる。他方、彼の遺産はローマ内戦の間に単純に減少しただけとの意見もある。

## 経歴

### 初期の経歴
執政官に就任する以前のクラッススの政治活動に関しては、歴史家の中でも一致を見ていない。5世紀初頭の哲学者マクロビウスは、プブリウス・リキニウス・クラッスス・ディウェスという人物が贅沢を禁止する法案を提出したとしている。この法律はファンニウス法（紀元前161年の執政官ガイウス・ファンニウス・ストラボが制定）と一部一致するが、毎月1日、ノーナエ（5日または7日）、およびヌンディナエ（週末：ローマの1週間は8日）には食費に30アス以上を使ってはならない；残りの日は干し肉3ポンド、塩漬けの魚、植物や穀物1ポンドに限るという内容である。マクロビウスによると、オプティマテス（門閥派）はこの法案を支持し、正式な手続きが完了する前に発効させた。
歴史学者の中には、この「リキニウス法」を提案したのはクラッススではないかと考えているものもいる。法案自体が提出されたのは紀元前109年または紀元前108年とされており、おそらくクラッススは護民官であったと思われる。しかしながら、クラッススは「ディウェス」のアグノーメン（第四名、添え名）を持っていなかったことも知られている（但し、英語版Wikipediaではディウェスとなっている）。歴史家A. ワードはキケロがプブリウス・リキニウス・クラッスス・ディウェスに関する著作を残していることから、その影響を受けたマルコビウスが名前を混乱したのではないかと考えている。逆に、この法案の提出者はクラッススとは特定できないと考えるものもいる。彼らはこの法案の日付が特定できないことに着目しており、法案が提出されたのは紀元前143年（同様の規定をしたディディウス法の制定年）から紀元前102年（この法案を皮肉ったガイウス・リキリウスが死亡した年）の間であるとする。F. ミュンツァーは法案の提出年とされる紀元前109年または紀元前108年にクラッススが護民官であったかは疑問としている。
またキケロは、按察官（アエディリス）のプブリウス・リキニウス・クラッススが素晴らしい競技会を開催したとしているが、おそらくこれはクラッススのことと思われる。
紀元前100年には護民官ルキウス・アップレイウス・サトゥルニヌスとガイウス・セルウィリウス・グラウキア（en）が反乱を起こす。この鎮圧にクラッススが加わったかは両説がある。後に息子マルクス・リキニウス・クラッススの政敵となったキケロは、マルクスに対する一連の弾劾演説を行っているが、その第八回演説において「紀元前100年12月に「全てのクラッスス家の人々」が武器をとった」と述べている。F. ミュンツァーはこれを信頼できる資料と考えている。一方で、O. リウビモワは紀元前63年にキケロがガイウス・ラビリウスを弁護した演説がより重要と考えている。ここでキケロはサトゥルニヌスの対立者のリストをあげているが、そこにはクラッスス家のものとしてはルキウス・リキニウス・クラッスス（紀元前95年の執政官）の名前があるだけである。この裁判はマルクスを審理するものであった。リウビモワによれば、このような状況においてキケロは歪曲されたり不当に削除された資料を用いることはできなかったはずである。

### 執政官
クラッススの経歴において、最初の信頼できるものは紀元前97年に執政官に就任したことである。同僚執政官はグナエウス・コルネリウス・レントゥルスであった。ウィリウス法（en）の規定から逆算すると、遅くとも紀元前100年には法務官に就任していたと思われる。執政官就任中に特別なことは何も起こっていない。おそらく最重要なできことは、元老院法令による人身犠牲の禁止であろう。執政官任期の完了を待たず、クラッススは属州総督としてヒスパニア・ウルテリオル（遠ヒスパニア）に赴いた。

### 属州総督
息子のマルクスを伴い、クラッススは属州へ赴任した。クラッススの任期は紀元前93年まで延長されることとなる、紀元前93年にローマに帰国し、ルシタニアに対する勝利を祝して凱旋式を実施している。但し、このときの軍事作戦の詳細は不明である。資料には前執政官（プロコンスル）がカシテライト（錫石）諸島に探検隊を派遣し、その後住民から錫と鉛の購入するようになったとある（但し、これは彼の孫のプブリウスの可能性もある）。おそらく、これはクラッススのことで、彼は植民都市カストラ・リキニアナを建設している。何れにせよ、クラッススはこの3年間の間にこの地域の人々と密接な関係を築くことができた。ローマの内戦では、息子のマルクスはこれら多くのクリエンテスのために、自身の軍を編成することができ、やがて第一回三頭政治の一員となる。

### 同盟都市戦争
凱旋式実施後にクラッススの名前が歴史に現れるのは、紀元前90年の同盟市戦争においてである。クラッススは執政官ルキウス・ユリウス・カエサル（カエサルの叔父）のレガトゥス（副官）の一人となった。このときの同僚には、ルキウス・コルネリウス・スッラ、ティトゥス・ディディウス、マルクス・クラウディウス・マルケッルス、そしておそらくクィントゥス・ルタティウス・カトゥルス等がいた。但し、ヒスパニアとは違い、クラッススはこの戦争ではあまり成功しなかった。イタリア半島南部のルカニア（en）では、同盟市軍を率いたマルクス・ランポニウスに敗れている。フロンティヌスによると、同盟市軍はローマ軍野営地近くの森に火を放ち、結果クラッススは兵8,000を失い、グルメントゥム（en）に撤退せざるを得なくなった。

### 監察官
この敗北にもかかわらず、クラッススは紀元前89年に監察官（ケンソル）に就任した。同僚監察官はルキウス・ユリウス・カエサルであった。両者はルストゥルム（en、監察官が5年に一度行う清めの儀式）を実施したが、国政調査は実施しなかった。同盟市戦争の結果、ユリウス法（en）とプラウティウス・パピリウス法(en)によって同盟市に対してもローマ市民権が与えられたが、彼らをどのトリブスに組み入れるかは決まっていなかったためである。監察官が制定したもう一つの注目すべき法は、香料と輸入ワインの取引の制限である。この法は、経済危機において、より重要な物品の輸入を優先する目的があったと思われる。

### 国内政治への関与
クラッススの国内政治に対する姿勢に関しては歴史家の間で一致を見ていない。ある時点まで、ローマ内で生じていた内紛にクラッススは関心を持っていなかったようである。ユグルタ戦争、アラウシオの戦いでの大敗北、裁判制度の変更、サトゥルニヌスの公有地法等に対するクラッススの関与について、資料は何も述べていない。紀元前90年代に発生した重要事項に関しても何ら関与しておらず、護民官マルクス・リウィウス・ドルススの改革に対する姿勢も分からない。監察官任期完了後の第一次ミトリダテス戦争に参加したかも分からない。おそらく、クラッススはローマの国内政治紛争からは距離を置いていたと思われる。E. バディアンはクラッススを「国内政治には熱心ではなく、その名誉は軍事的成功によるものである」としている。
にもかかわらず、バディアンはクラッススは長期に渡ってガイウス・マリウスを支持していたと考える。クラッススの妻の親族の一人が、マリウスの政敵であったルキウス・コルネリウス・スッラにプロスクリプティオ（国家の敵）として処刑されていることも、この関係を裏付けることになるかもしれない。しかし、紀元前90年代後半には、クラッススは反マリウス派に転向する。バディアンによれば、この転向は同盟市戦争のレガトゥスの一人にクラッススの名前があることで裏付けられる。クラッススは執政官ルキウス・ユリウス・カエサルの下で、マリウスの政敵であったスッラやカトゥルスと共に参加しているが、マリウスはクィントゥス・セルウィリウス・カエピオ（小カエピオ）と共に、もう一人の執政官プブリウス・ルティリウス・ルプスのレガトゥスとなっていた。
A. ワードは、クラッススはその政治活動を開始した当初からオプティマテス（門閥派）であったと仮定している。ワードはクラッススの姿勢を護民官時代、サトゥルニヌス問題への関与、ルキウス・ユリウス・カエサルとの関係において考察している。
他方リウビモワは、バディアンの説は支持できないとする。クラッススが結婚したのは紀元前110年代であり、マリウスが台頭する前である。彼女はまた、クラッススのリキニウス法への関与とサトゥルニヌスとの対立もなかったとする。ルキウス・ユリウス・カエサルがクラッススをレガトゥスとしたのは、単に彼の軍事能力が評価されたためである。クラッスス、ローマ内部の紛争には参加しようとせず、どちらかの側に加担したのは「軍事力が内政の決定要因」となったときのみであった。
紀元前87年、ローマで再び対立が先鋭化した。執政官の一人であるルキウス・コルネリウス・キンナは、新しくローマ市民となった旧同盟市の人々を全トリブスに分配するという法案を提出した。同僚執政官のグナエウス・オクタウィウスはこれに反対し、また元老院の支持も得た。やがて市街戦となりキンナは敗北、ローマを脱出して軍を編成した。また数年前にローマから追放されていたマリウスと合流した。この危機に際して、クラッススはオクタウィウスのレガトゥスとなり、ローマ防衛軍の司令官の一人となった。おそらく、クラッススはヤニクルムの丘を占拠していたマリウス派を攻撃する任務を実施したと思われる。クラッススはクィントゥス・カエキリウス・メテッルス・ピウスに敵と妥協せず戦うように説得したが、マリウスが戻るとローマはマリウスに委託された。

### 死去
クラッススは紀元前87年末にローマに戻ったマリウスが実施した恐怖政策の犠牲となった。資料にはクラッススの殺害命令が出されたことが記録されている。各資料はこの殺害を様々に記載している。
アッピアノスはクラッススは逃亡中に死亡したとする。リウィウスの『ローマ建国史』概要、フロルス、ルカヌス はガイウス・フラウィウス・フィンブリアの騎兵部隊がクラッススを追尾したと述べている。このとき、クラッススは息子の一人と一緒であった、プルタルコスによれば、二人共捕らえられて処刑された。フロルスは「両者はお互いの目の前で殺害された」 とする。しかし、リウィウスの時代（紀元前1世紀後半から1世紀初頭）には、クラッススの息子はフィンブリアの騎兵隊に殺害され、クラッスス本人は「彼の勇気に値しないものに苦しまないよう」自らの剣で自決した と言われていた。アッピアノスは、クラッススはまず息子を殺し、続いて自決したとする。キケロもクラッススが捕縛を避けて自決したと、3つの著作で述べており、その演説の一つは息子であるマルクス・リキニウス・クラッススの前で行われたものであった。
後にマルクスはスッラと協力し、彼の父と兄に対する復讐を果たす。プルタルコスはマルクスがスッラにマルシー（en）で兵を募集するように依頼したとき、スッラは「君の父、兄弟、友人、親戚、罪無きものを違法に殺害した殺人者達に復習するのだ」と直ちに返答したという。

## 家族
クラッススは、無名の一族の出身であるウェヌレアという女性と結婚している。歴史家の中には、クラッススは妻の財産が目的で不釣合いな結婚をしたと考えるものもいる。しかし、当時既に元老院階級とムニキピウム（地方の自治都市）の貴族階級の間の結婚は珍しくなく、受け入れられていたとの見方もあり、クラッススは十分に裕福であったとする。妻の持参金に関しても何も知られていない。
紀元前114年までにウェヌレアは3人の息子を産んでいることから、結婚は紀元前117年以前に行われたと結論できる。息子の内プラエノーメンが分かっているのは二人のみである。即ち、プブリウス（長男）およびマルクス（三男）である。クラッスス家のプラエノーメンから、次男はおそらくガイウスまたはルキウスであったと思われるが、ガイウスであった可能性が高い。プブリウスは早く死去し（おそらく紀元前93年から紀元前88年の間）、次男は父と共に殺された。三男のマルクスは後にポンペイウス及びカエサルと共に第一回三頭政治を行うことになる。
クラッススはローマで最も高級な住宅街であるパラティヌスの丘の邸宅に住んでいた。この邸宅は紀元前91年から紀元前87年の間に購入されたものである。紀元前62年にマルクスはこの邸宅を350万セステルティウスでキケロに売却している。A. ワードはこれを極めて安い価格であるとしている。にもかかわらず、プルタルコスはクラッスス家の生活は慎ましやかなものであったと述べている。クラッススの年長の息子二人は、結婚した後でさえも彼らの両親と同居していた。この生活習慣はマルクスにも受け継がれた。マルクスはローマで最も裕福な人物の一人となったにもかかわらず、比較的小さな家に息子夫婦と同居していた。

## 参考資料

### 古代の資料
- マルクス・アンナエウス・ルカヌス『ファルサリア（内乱）』
- フロルス "Epitome de T. Livio Bellorum omnium annorum DCC Libri duo"
- アッピアノス『ローマ史』
- アスコニウス・ペディアヌス『キケロ演説に対する注釈書』
- アウルス・ゲッリウス『アッティカ夜話』
- ティトゥス・リウィウス『ローマ建国史』
- マルコビウス『サトゥルナリア』
- オロシウス『異教徒に反論する歴史』
- ガイウス・プリニウス・セクンドゥス『博物誌』
- プルタルコス『対比列伝』
- クラウディオス・プトレマイオス『ゲオグラフィア』
- ストラボン『地理誌』
- マルクス・トゥッリウス・キケロ『義務について』
- マルクス・トゥッリウス・キケロ『弁論家について』
- マルクス・トゥッリウス・キケロ『アッティクスへの手紙』
- マルクス・トゥッリウス・キケロ『フィリッピカ』
- マルクス・トゥッリウス・キケロ『トゥスクルム荘対談集』
- マルクス・トゥッリウス・キケロ『ガイウス・ラビリウスに対する弁護』
- マルクス・トゥッリウス・キケロ『サスティウスに対する弁護』
- マルクス・トゥッリウス・キケロ『スカウルスに対する弁護』
- マルクス・トゥッリウス・キケロ『親族に対する手紙』
- セクストゥス・ユリウス・フロンティヌス『戦術論』
- カピトリヌスのファスティ

### 研究書
- Bédian E. "Cepion and Norban (notes on the decade of 100-90 BC)" // Studia Historica. - 2010.
- Korolenkov A., Smykov E. "Sulla." - M .: Young Guard, 2007. - 430 p. - ISBN 978-5-235-02967-5 .
- Lyubimova O. "The political position of the consul in 97 Publius Licinius Crassus and the fate of his sons" // Studia Historica. - 2012.
- Broughton T. "Magistrates of the Roman Republic. Vol.1" - New York, 1951.
- Broughton T. "Magistrates of the Roman Republic. Vol.2" - New York, 1952.
- Drumann W., Groebe P. "Geschichte Roms." - Hildesheim, 1964. - 621 p. - ISBN 978-3487005676 .
- Holmes T.  "The Cassiterides, Ictis, and the British Trade in Tin, Ancient Britain and the Invasions of Julius Caesar." - 1907.
- Marshall B. "Crassus and the Cognomen Dives" // Historia. - 1973.
- Münzer F. "Licinii Crassi" // RE. - 1926.
- Münzer F. "Licinius" // RE. - 1926.
- Münzer F. "Licinius 61" // RE. - 1926.
- Ward A. "Marcus Crassus and the Late Roman Republic." - Columbia: University of Missouri Press, 1977. - ISBN ISBN 0-8262-0216-0 .
- Wiseman T. "New Men in the Roman Senate 139 BC - AD 14." - Oxford, 1971. - 338 p. - ISBN 978-1597405522 .